# Rawensiepen
Der Rawensiepen ist ein einen Kilometer langer Bach im Märkischen Oberland, der im nordrhein-westfälischen Märkischen Kreis auf dem Gebiet der Kleinstadt Halver verläuft. Er ist ein ostnordöstlicher und orografisch rechter Zufluss des Löhbachs.

## Geographie

### Verlauf
Der Rawensiepen entspringt in der gut einen halben Kilometer östlich der Hofschaft Edelkirchen auf einer Höhe von 403,6 m ü. NHN in einem Nadelwäldchen direkt neben der L 528 in der Flur Im Rawensiepen.
Der Siepen fließt zunächst südwestwärts durch Nadelwald etwa hundert Meter entfernt an der Hofschaft Oberhürxtal vorbei. Er verlässt dann den Wald, durchfließt danach eine Feuchtwiese. Der Bach läuft nun in fast westlicher Richtung am Nordrand des Waldes entlang durch Grünland und wird dann auf seiner rechten Seite von dem aus dem Norden kommenden Hofsiepen verstärkt.
Der Rawensiepen mündet schließlich in der Flur Am Löhbach etwa 200 Meter östlich der Hofschaft Auf den Kuhlen auf einer Höhe von 357,2 m ü. NHN von rechts in den aus dem Süden heranziehenden Löhbach.
Der 9,986 km lange Lauf des Rawensiepens endet 46,4 Höhenmeter unterhalb seiner Quelle, er hat somit ein mittleres Sohlgefälle von 47 ‰.

### Einzugsgebiet
Das 69 ha große Einzugsgebiet des Rawensiepens liegt in der Breckerfelder Hochfläche  und wird durch ihn über den Löhbach, die Ennepe, die Volme, die Ruhr und den Rhein zur Nordsee entwässert.
Der südliche und östliche Bereich des Einzugsgebiets ist überwiegend bewaldet, im Nordwesten überwiegen landwirtschaftliche Nutzflächen. 
Die größte Siedlung ist die Hofschaft Edelkirchen. Im Norden liegt der größte Teil von Krause Buche noch in Einzugsgebiet des Rawensiepens und im Südosten der nordwestliche Bereich von Oberhürxtal.

### Zuflüsse
- Hofsiepen (rechts), 0,4 km[3]